# فرودگاه بین‌المللی لاذقیه
فرودگاه بین‌المللی لاذقیه (به عربی: مطار اللاذقية الدولي)، یک فرودگاه همگانی و نظامی با کد یاتا LTK و ایکائو OSLK است که یک باند فرود آسفالت دارد و طول باند آن ۲۷۹۷ متر است. این فرودگاه در شهر لاذقیه کشور سوریه قرار دارد و در ارتفاع ۴۸ متری از سطح دریا واقع شده است.

## شرکت‌های هواپیمایی و مقصدهای پروازی
Destinations as of June 2015
| شرکت‌های هواپیمایی | مقصدهای پروازی                                                                        |
| ----------------- | ------------------------------------------------------------------------------------- |
| Autolux           | بوریسپیل                                                                              |
| FlyDamas          | دمشق                                                                                  |
| هواپیمایی سوریه   | ابوظبی، قاهره، حمد، دمشق، دوبی، ملک عبدالعزیز، قامشلی، کویت، ونوکووا، ملک خالد، شارجه |
| یوام ایر          | بوریسپیل                                                                              |